# Luca Pellegrini (futebolista nascido em 1963)
Luca Pellegrini (Varese, 24 de março de 1963) é um ex-futebolista profissional italiano que atuava como defensor.

## Carreira
Luca Pellegrini se profissionalizou no Varese.

## Seleção
Luca Pellegrini integrou a Seleção Italiana de Futebol nos Jogos Olímpicos de 1988, de Seul.